# Southern Illinois University Carbondale
Southern Illinois University Carbondale – amerykańska uczelnia publiczna w Carbondale w stanie Illinois, założona w 1869 roku.
Kształci się na niej 18 442 studentów.